# Vilaplana
Vilaplana ist eine katalanische Gemeinde in der Provinz Tarragona im Nordosten Spaniens. Sie liegt in der Comarca Baix Camp.

## Gemeindepartnerschaften
Vilaplana unterhält Partnerschaften mit den französischen Gemeinden Bois-Guillaume und
Préaux.